# Agostino Gabucci
Agostino Gabucci (Castelfranco di Sotto, 4 gennaio 1896 – Roma, 7 giugno 1976) è stato un musicista italiano.

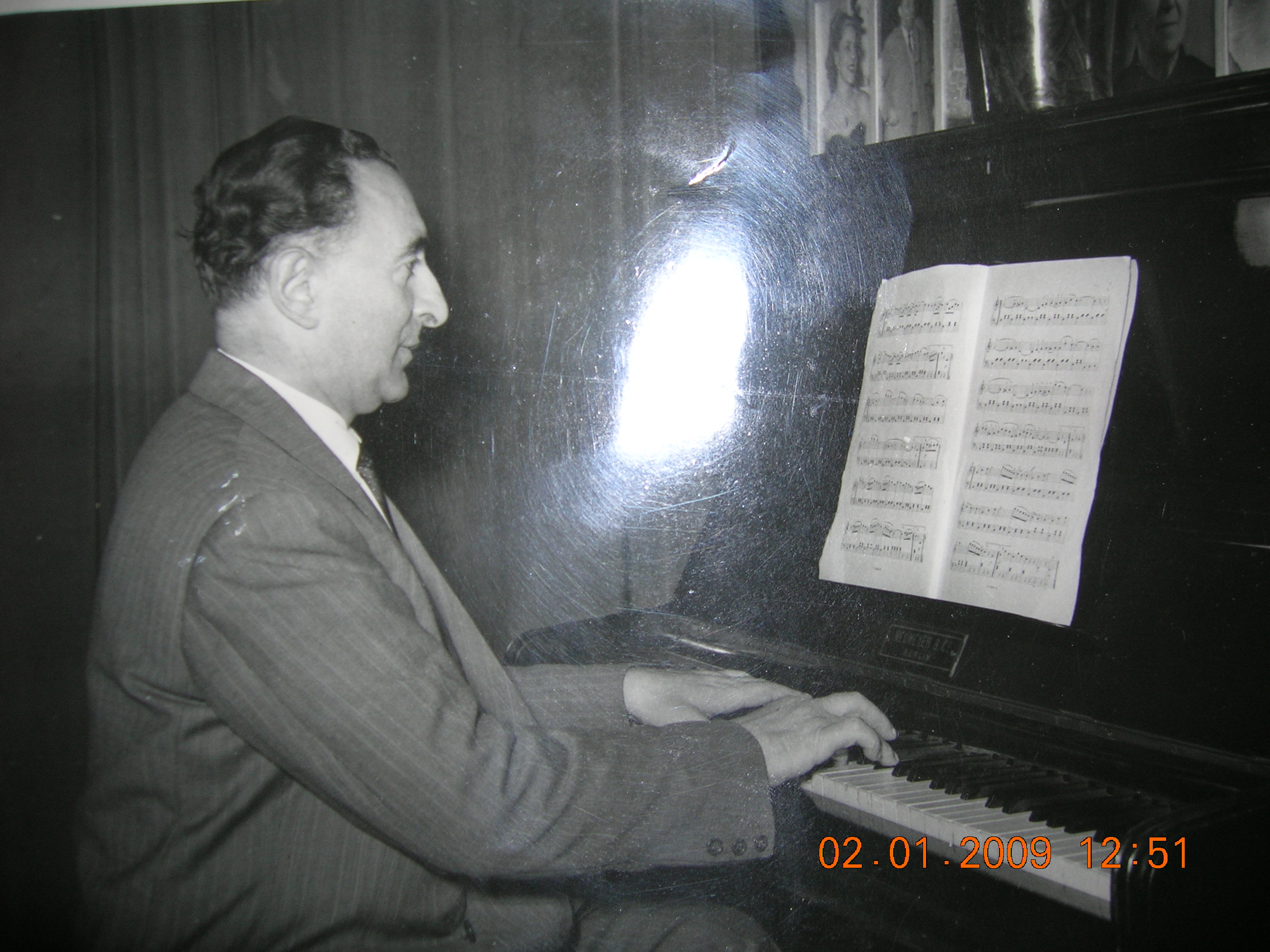
Agostino Gabucci al pianoforte

È stato un combattente della prima guerra mondiale. Fu prigioniero un anno in Austria e Ungheria. Dopo gli studi letterari, intraprese quelli musicali nel 1913 nel Conservatorio G. Verdi di Milano, diplomandosi nel 1920 col massimo dei voti in clarinetto nella celebre scuola del Maestro Umberto Blonk Steiner. II Gabucci, appena diplomato, continuò col suo Maestro il perfezionamento, e col MO Enzo Calace, insegnante al Conservatorio di Milano, proseguì lo studio del pianoforte.
Ha eseguito come solista un centinaio di concerti, e prendendo parte ad esecuzioni di musica da camera con celebri complessi, come il Quartetto Poltronieri ed il Quintetto Casella. È stato in orchestra come 1° Clarinetto Solista in Concerti e Lirica di primo ordine come "La Scala di Milano e il Conservatorio G. Verdi di Milano" con i più celebri Direttori. All'estero al Teatro chediviale dell'Opera del Cairo ad Alessandria d'Egitto e Porto Said per diverse stagioni d'opera e concerti (tra i quali col MO Pietro Mascagni 1926). In America del Sud (Rio De Janeiro e São Paulo). Ha partecipato sempre come 1° Clarinetto Solista in Concerti e Lirica alla Scala di Milano e al Conservatorio Giuseppe Verdi di Milano.
In Germania si esibì in concerti in venti due delle più importanti città tra le quali, Berlino, Monaco, Hannover, Stoccarda, Dusseldorf, Lipsia, Vienna ecc. Ha fatto parte sempre come 1° Clarinetto Solista con l'Orchestra Sinfonica della R.A.I. di Milano dal 1927 al 1930 e nell'Orchestra Sinfonica della R.A.I. di Roma nel 1943. Alla Triennale di Milano, nell'Orchestra del Teatro Comunale di Firenze, Teatro Comunale di Bologna, La Fenice di Venezia, Teatro Verdi di Trieste, Teatro Carlo Felice di Genova, Teatro Grande di Brescia. A Firenze con l'Orchestra del Conservatorio "L. Cherubini" e in celebri complessi di musica da camera della Società Leonardo da Vinci.
È stato prescelto come solista per la prima esecuzione assoluta di una Sonata per Clarinetto del MO Carlo Savina, premiata al concorso di Torino e alla R.A.I. di Roma nel 1953, ha eseguito la prima trasmissione del suo Concerto per Clarinetto in Mi bemolle. Ha preso parte a molte altre stagioni di Concerti Sinfonici e d'Opera.
II MO Agostino Gabucci ha fatto parte di numerose commissioni di concorsi di clarinetto e strumenti a fiato in Italia e all'estero. Ha ricevuto varie dichiarazioni di elogio come clarinettista, musicista e compositore da eminenti Maestri direttori d'orchestra e di Conservatori italiani ed esteri. È stato insegnante Titolare della cattedra di clarinetto al Conservatorio "Pierluigi da Palestrina" di Cagliari, al Conservatorio Luigi Cherubini di Firenze ed infine al Conservatorio Santa Cecilia di Roma dove ha concluso i suoi trentatré anni di onorato insegnamento.

## Pubblicazioni Per Clarinetto
- 20 Studi di Media Difficoltà (3º anno) - Edizione Ricordi
- 60 Divertimenti - Per il trasporto e la lettura a prima vista (3º anno) - E. Ricordi
- 10 Fantasie per Clarinetto Solo (Difficili) Di grande interesse tecnico e musicale-(7º anno)
- 28 Grandi Studi Tecnici e Melodici da Concerto - Edizione Carisch & C.
- Aria e Scherzo per Clarinetto e Orchestra d'Archi- Edizione Carisch & C.
- 12 Studi Brillanti sul Legato e Staccato (Difficili _7º anno) E. Carisch
- 50 Duetti per Due Clarinetti (da Celebri Autori Antichi - 4 ° 5 ° anno) E. Carisch Breve Metodo - (50 Esercizi e 50 Studi - Scale e Arpeggi) E. Carisch
- Origine e Storia del Clarinetto (testo letterario adottato per esami di diploma e concorsi) E. Carisch Sei Sonate di W. A. Mozart (trascritte per Clarinetto e Pianoforte) E. Carisch
- Studio Preliminare e Progressivo del Clarinetto - Editore Maurri - Firenze
- 26 Cadenze Grande Edizione (per il virtuosismo trascendentale) Edizione Alphonse Leduc
- II volo del calabrone - R. Korsakov.  Trascr.per Clarinetto e Piano-Edizione Bessel-Parigi
- G.P. Teleman - Sonata Antica (Trascr: per Clarinetto e Piano) Edizione Saporetti & Cappelli Firenze 30 Melodie e una Canzone Spagnola (Per l'Arte del Canto Strumentale) Edizione Saporetti & Cappelli 12 Pezzi Celebri - Musiche di Grandi Autori Italiani Edizione Saporetti & Cappelli Firenze
- 7 Pezzi per Clarinetto e Pianoforte
- I-Studio n03 dai - 28 Grandi Studi Tecnici e Melodici
- 2-Studio n06 dai - 28 Grandi Studi Tecnici e Melodici
- 3-Aria - Versione per Clarinetto o Clarinetto Basso o Violoncello 4-Scherzo -  Versione per Clarinetto o Clarinetto Basso o Violoncello 5-Chopin - Celebre Notturno (postumo)
- 6-Chopin - Valzer op.64 n02
- 7-Chopin - Celebre Notturno in Mib op.9 n02 Fantasia per Clarinetto e Pianoforte
- Concerto in Mib - per Clarinetto e Pianoforte
- Preludio all'Antica - per Clarinetto e Pianoforte (di stile Classico) 30 Studi di Preparazione ai Corsi Superiori (5º anno)
- 10 Fantasie per Flauto Solo
- Improvviso per Clarinetto Solo
- Preludio per Arpa
- Preludio per Pianoforte
- 50 Piccoli Pezzi per Clarinetto 0 per Flauto, Oboe, Saxofono soprano-contralto-tenore 115 Danze stile 1500 al 1965
- A Solo di Clarinetto - di M. E. Bossi dall'Organo per Clarinetto e Pianoforte Melodia per Pianoforte e Fagotto 0 Clarinetto in Sib - Clarinetto Basso
- Cantabile per Pianoforte e Fagotto 0 Clarinetto in Sib - Clarinetto Basso-Oboe-Flauto-Violino Notturno per Pianoforte e Flauto - Clarinetto in Sib - Clarinetto Basso - Fagotto
- Scherzo per Pianoforte e Flauto - Fagotto - Clarinetto in Sib - Clarinetto basso